# Будьонне (імені Габіта Мусрепова район)
Будьо́нне (каз. Буденное) — село у складі району імені Габіта Мусрепова Північноказахстанської області Казахстану. Входить до складу Ніжинського сільського округу, раніше було центром ліквідованої Будьоннівської сільської ради.
Населення — 492 особи (2021; 808 у 2009, 908 у 1999, 970 у 1989).
Національний склад станом на 1989 рік:
- росіяни — 43 %.

Колишня назва села — Койнагір, сучасна назва була надано за аналогією колишнього села Будьонне, яке знаходилося на березі річки Ішим.